# RV Atlantic Explorer
Le RV Atlantic Explorer est le navire océanographique détenu et exploité par le Bermuda Institute of Ocean Sciences (en) (BIOS) en coordination avec la flotte du University-National Oceanographic Laboratory System (UNOLS). Le navire est conforme aux réglementations de l'United States Coast Guard, de l'UNOLS et de l'American Bureau of Shipping (en) (ABS) en tant que navire de recherche océanographique non inspecté et bénéficie du soutien de la Fondation nationale pour la science (NSF). Son port d'attache est Saint George's, aux Bermudes.

## Histoire
Le navire a été construit en 1982 en tant que navire de recherche environnementale océanique de classe III, sous le nom de Seward Johnson II, qui appartenait à la Harbor Branch Oceanographic Institute (en) et était basé à Fort Pierce en Floride. La BIOS a racheté le navire en octobre 2005 et l'a modifié pour mieux prendre en charge les activités prévues. Ce navire a remplacé l'ancien navire de recherche BIOS, le petit Weatherbird II, utilisé depuis novembre 1989.
La modification la plus importante apportée au nouveau navire a été l’installation de 24 emplacements pour les opérations BATS (Bermuda Atlantic Time-series Study (en)). Les modifications ont été achevées au début de 2006 et, en mars 2006, le navire a été rebaptisé Bank of Bermuda Atlantic Explorer(la banque HSBC des Bermudes a constitué une importante dotation qui a permis l’achat du navire).
Le nouveau navire dispose de beaucoup plus d'espace pour l'équipage, les postes de recherche et les zones de recherche. Le pont peut accueillir quatre véhicules scientifiques ou bateaux de travail de 6,1 m. Les demandes de temps de navigation peuvent émaner de scientifiques de toute université ou institution. Les coûts de transport pour les projets de recherche soutenus par la National Science Foundation (NSF) sont fournis par NSF directement à BIOS dans le cadre des subventions annuelles de soutien de flotte NSF. Les chercheurs qui veulent un soutien auprès d’agences autres que la NSF doivent inclure dans leur budget les coûts du navire.

### Note et référence
- (en) Cet article est partiellement ou en totalité issu de l’article de Wikipédia en anglais intitulé « RV Atlantic Explorer » (voir la liste des auteurs).